# 雷纳托·瓦兰扎斯卡
雷纳托·瓦兰扎斯卡·科斯坦蒂尼（義大利語：Renato Vallanzasca Costantini，發音：[reˈnaːto vallanˈdzaska; -ˈtsaska]；1950年5月4日—）是个臭名昭著的意大利匪徒，1970年代在米兰黑社会很有势力，是科马西纳帮的头目。在多次抢劫、绑架、谋杀以及多年逃亡生涯后，他被判四生连续无期徒刑，附加290年徒刑。目前正在服刑，但被允许在白天在狱外工作。这允许他每天去米兰郊区的一间工厂工作，用再生材料制作袋子。他目前是米兰本地的名人，有人将他视作“神话般的强盗”。